# Paul Jonze
Paul Jonze ,  född den 9 november 1883 i Rödöns församling Jämtland, död den 24 november 1973 på Frösön,  var en svensk konstnär. Han är främst känd som landskapsmålare, kyrkomålare och dekorationsmålare, samt för sitt fynd av Överhogdalstapeten.
Jonzes konst finns idag representerad på många museer i Sverige.

## Biografi

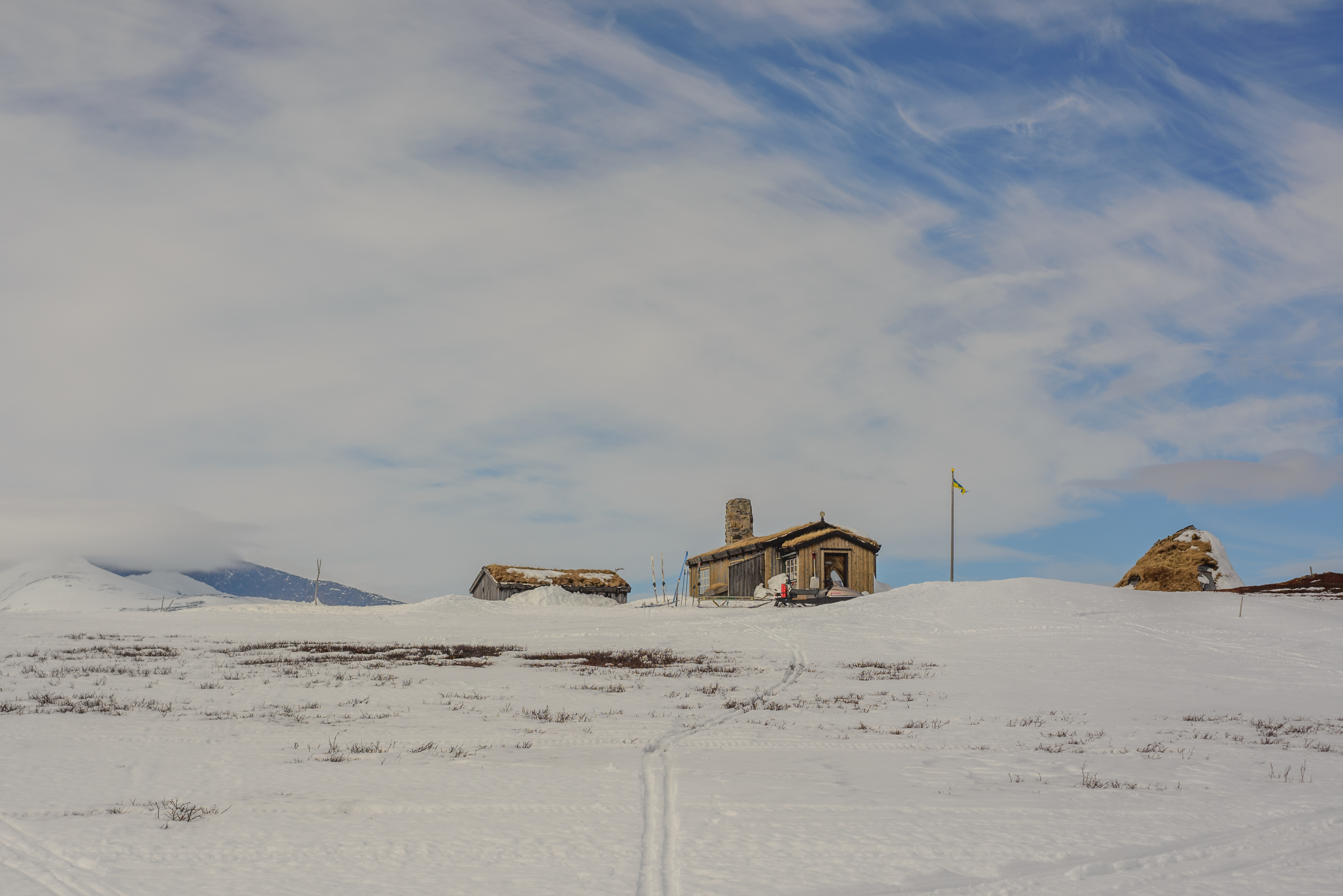
"Himmelsrasta" med Helags i bakgrunden.

Paul Jonze föddes Jonsson, fadern Jonas Ersson var  bonde på fastigheten  Övergård 1:3  på Rödön, och sonen Paul tog släktnamnet Jonze år 1908.
Han  började som 15-åring som målarlärling hos en målarmästare i Östersund, och fick år 1902 som 18-åring sitt gesällbrev. Under sin tid som målarlärling började han att måla tavlor på sin fritid, främst landskapsmåleri och naturmotiv. 
Jonze studerade sedan på stipendium vid Tekniska skolan i Stockholm, och efter senare studier vid Académie Colarossi i Paris började han arbeta med flera av dåtidens kända arkitekter i Sverige. År 1908 färgsatte och marmorerade han utställningsmontrarna i det då nybyggda Nordiska museet, och tiden där väckte hans intresse för hembygdsvård  och hembygdskultur. Han fick år 1909 ett  treårigt stipendium av Jämtlands läns landsting för att dokumentera allmogekulturen i länet, och det var under dessa år som han år 1910  upptäckte Överhogdalstapeten, som i dag är känd som en av världens äldsta bevarade bonader. År 1913 dekorerade han tillsammans med konstnären Olle Hjortzberg Uppenbarelsekyrkan i Saltsjöbaden, och 1914-1915 tonsättaren Wilhelm Peterson-Bergers hem Sommarhagen på Frösön, samt något senare Hotell Åregården (Diplomat) i Åre.
Under 1920-talet deltog Jonze i restaureringen av många jämtlandskyrkor, bland annat kyrkorna i Offerdal och Strömsund. Som bildkonstnär dominerades hans motiv länge av det jämtländska sommarlandskapet, men från mitten av 1930-talet började han alltmer arbeta med rena fjällmotiv. I början av 1940-talet byggde han en enslig fjällstuga vid Helagsfjället som han döpte till "Himmelsrasta" (Himmelsrasten), och där vistades han i mer än tjugo års tid under stora delar av året.

### Webbkällor
- Paul Jonze från Konstnärslexikonett Amanda
- Släktsida